# Helzingen
Helzingen (luxemburgisch Helzenⓘ, französisch Hachiville) ist eine Ortschaft in der Gemeinde Wintger, Kanton Clerf im Großherzogtum Luxemburg.

## Lage
Helzingen liegt im Ösling auf einer durchschnittlichen Höhe von 456 Metern im Nordwesten Luxemburgs. Nachbarorte sind im Westen das bereits zu Belgien gehörende Buret, Ortsteil von Hohenfels (Houffalize) im Osten Weiler und im Süden Hoffelt. Durch den Ort verlaufen die CR 333a und die CR 333.

## Allgemeines und Geschichte
Helzingen war bis zum 1. Januar 1977 eine eigenständige Gemeinde, zu der zuletzt auch die Ortschaften Hoffelt, Weiler, Neumühle und Lehresmühle gehörten. Die Gemeinde wurde dann aufgelöst und aus den ehemaligen Gemeinden Helzingen, Asselborn, Oberwampach und Bögen die neue Gemeinde Wintger gebildet.
Sehenswert ist die katholische Kirche St. Martin, eine Saalkirche des Barock aus dem Jahr 1775. Der Glockenturm mit seiner für diese Region recht untypischen Zwiebelhaube wurde erst 1926 im Stil des Neobarock angebaut.